# Эдтштадлер, Каролине
Каролине Эдтштадлер (нем. Karoline Edtstadler, род. 28 марта 1981 года, Зальцбург) — австрийская женщина-политик и юрист. Магистр юриспруденции (MJur). Член Австрийской народной партии. Действующий министр по вопросам Европейского союза и Конституции во втором кабинете Курца под руководством федерального канцлера Себастьяна Курца с 7 января 2020 года. Статс-секретарь при министерстве внутренних дел в первом кабинете Курца в 2017—2019 гг. Депутат Европейского парламента в 2019—2020 гг.

## Биография
Родилась 28 марта 1981 года в Зальцбурге.
В 1991—1999 гг. училась в Зальцбургской музыкальной гимназии. В 1999—2004 гг. училась в Зальцбургском университете. Получила магистерскую степень по юриспруденции (MJur).
В 2004—2006 гг. была членом муниципального совета города Хенндорф-ам-Валлерзе.
С 1 мая 2016 года по 17 декабря 2017 года работала юристом в Европейском суде по правам человека (ЕСПЧ).
18 декабря 2017 года получила должность статс-секретаря при министерстве внутренних дел в первом кабинете Курца при министрах Герберте Кикле и Эккарте Раце.
По результатам выборов в Европейский парламент в Австрии 26 мая 2019 года избрана депутатом Европейского парламента, где была членом Европейской народной партии. Возглавляла делегацию Австрийской народной партии. Покинула Европейский парламент в связи с переходом на работу в правительство 6 января 2020 года. Мандат после её ухода получил Кристиан Сагарц. Делегацию Австрийской народной партии в Европейском парламенте после её ухода возглавила Ангелика Винциг.
7 января 2020 года получила министра государственной канцелярии (с 8 января — федерального министра без портфеля) по вопросам Европейского союза и Конституции во втором кабинете Курца.
Имеет одного ребёнка.

## Награды
- Большой золотой почётный знак на ленте «За заслуги перед Австрийской Республикой» (2025 год)[6].
- Большой крест ордена Заслуг Княжества Лихтенштейн (2023 год, Лихтенштейн)[7].
- Орден «За заслуги» II степени (4 ноября 2022 года, Украина) — за весомый личный вклад в укрепление межгосударственного сотрудничества, поддержку государственного суверенитета и территориальной целостности Украины, популяризацию Украинского государства в мире[8].